# Lodowiec Muldrow

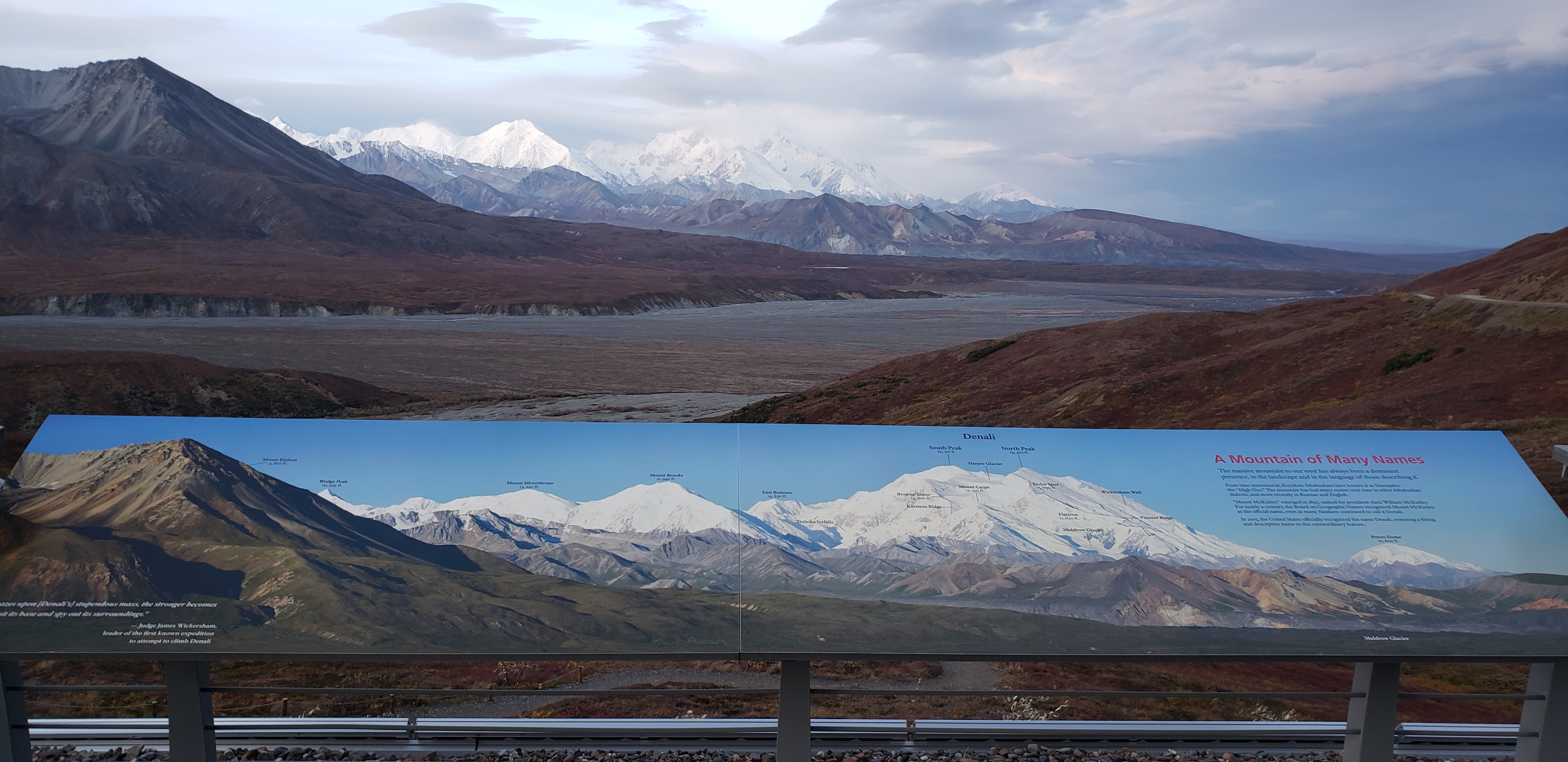
Widok z centrum turystycznego Eielson, Park Narodowy Denali. Lodowiec Muldrow znajduje się na prawym skraju widocznych gór.

Lodowiec Muldrow albo Lodowiec Muldrowa to duży lodowiec znajdujący się w Parku Narodowym Denali na Alasce, schodzący z północnego stoku góry Denali (dawniej McKinley); jeden z największych w tym rejonie. Lodowiec ten jest nazwany na cześć amerykańskiego geologa Roberta Muldrowa. W 2021 r. miał ponad 60 km długości.

## Źródła
1. ↑  Czasopismo geograficzne: kwartalnik Zrzeszenia Pol. Nauczycieli Geografji, Towarzystwa Geograficznego we Lwowie i Towarzystwa Geograficznego w Poznaniu, Ksia̦żnica-Atlas T.N.S.W., 1961, s. 165 [dostęp 2022-02-10] (pol.).
2. ↑  Alfred Jahn, Alaska, Państwowe Wydawn. Naukowe, 1966, s. 117 [dostęp 2022-02-10] (pol.).
3. ↑  Marcus Baker, Geographic Dictionary of Alaska, U.S. Government Printing Office, 1906, s. 448 [dostęp 2022-02-10] (ang.).
4. ↑  Przez, "Szarża" lodowca Muldrow na Alasce. Naukowcy czekali na to od 64 lat. [online], iPolska24, 8 kwietnia 2021 [dostęp 2022-02-10] (pol.).
5. ↑  Jugal K. Patel, Henry Fountain, This Glacier in Alaska Is Moving 100 Times Faster Than Normal, „The New York Times”, 14 kwietnia 2021, ISSN 0362-4331 [dostęp 2022-02-10] (ang.). Brak numerów stron w czasopiśmie